# Cividate al Piano
Cividate al Piano là một đô thị ở tỉnh Bergamo, vùng Lombardia, Italia.